# Mackenzie McDonald
 Mackenzie McDonald  (Berkeley, California, 16 de abril de 1995) es un tenista profesional estadounidense, actualmente ocupa la posición no.90 del Ranking ATP.
Su mejor ranking mundial en individuales fue el número 37, alcanzado el 16 de octubre de 2023, y el número 49 en dobles, alcanzado el 2 de octubre de 2023. Ha ganado 4 títulos a nivel ATP Challenger Tour.

## Carrera
McDonald fue semifinalista en el  Australia Open 2012 Juniors.
McDonald también clasificó para el Masters de Cincinnati 2013 con 18 años. Perdió en la primera ronda ante el belga David Goffin 6-1, 6-1. Posteriormente le fue dado un comodín para la fase clasificatoria del Abierto de Estados Unidos 2013.
En el año 2014, McDonald clasificó para el cuadro principal del Challenger de Winnetka 2014, y derrotó al australiano número 154 el ranking mundial, Samuel Groth llegando hasta las semifinales del torneo.
2023: Primer cuarto de final del Masters y final ATP, top 40, victoria número 100 de su carrera
En 2023, Mackenzie McDonald vivió una de sus temporadas más destacadas desde su ingreso al circuito profesional. Comenzó su temporada en el Torneo de Adelaida 2023 I. En el primer torneo, perdió en segunda ronda ante Yoshihito Nishioka, pero tuvo una notable participación en el torneo de dobles con Marcelo Melo de compañero, derrotaron a los primeros cabezas de serie Wesley Koolhof y Neal Skupski en segunda ronda, llegaron a semifinales, donde perdieron ante los eventuales campeones Lloyd Glasspool y Harri Heliövaara .
Inició el año con una actuación notable en el Abierto de Australia, donde derrotó al entonces campeón defensor Rafael Nadal en la segunda ronda. Posteriormente, tuvo una participación clave en la clasificación de Estados Unidos a las finales de la Copa Davis.
Durante la gira americana, alcanzó las semifinales en Delray Beach y los cuartos de final en el Abierto de México, mostrando un rendimiento sólido frente a jugadores de alto nivel. En dobles, disputó su primera final ATP junto a Ben Shelton en el Citi Open de Washington.
Su rendimiento también se extendió a torneos de categoría Masters 1000, donde alcanzó por primera vez los cuartos de final en el Masters de Canadá, tras vencer al sexto cabeza de serie, Andrey Rublev. Estas actuaciones lo llevaron a registrar su victoria número 100 en el circuito ATP durante el Masters de París y alcanzar su mejor ranking histórico, ubicándose en el puesto 39 del mundo en agosto de 2023.

### 2025: Final en San Diego y segunda ronda en Indian Wells
Inició su temporada disputando la fase de clasificación del Abierto de Australia 2025. En las primeras rondas superó a Alex Bolt  y Brandon Holt, pero fue eliminado en el partido decisivo por el belga Gauthier Onclin  en tres sets, quedando a un paso de ingresar al cuadro principal del torneo.
Disputó el Challenger de Oeiras II como cuarto cabeza de serie. En la primera ronda venció a Dino Prižmić por 6-4, 7-5, y en octavos de final superó a  su compatriota J. J. Wolf en tres sets. Posteriormente, derrotó al local Federico Ferreira Silva por 7-5, 6-4 en los cuartos de final. Su participación finalizó en semifinales, donde cayó ante Zsombor Piros por 6-1, 6-3.
En febrero participó en el Torneo de Delray Beach 2025. En la primera ronda logró una victoria destacada al vencer a Kei Nishikori en tres sets. Sin embargo, fue eliminado en la siguiente ronda por el español Alejandro Davidovich Fokina. En la modalidad de dobles, formó pareja con estadounidense Alex Michelsen, con quien alcanzó las semifinales del torneo, donde fueron derrotados por la dupla conformada por Christian Harrison y Evan King.
En marzo disputó el Challenger de San Diego, donde llegó a su primera final de la temporada, tras superar a Kamil Majchrzak en las semifinales por 3-6, 6-1, 6-1, para luego caer en tres set ante su compatriota Eliot Spizzirri por marcador de 4-6, 6-2, 4-6. En el Masters de Indian Wells superó en primera ronda a Alejandro Davidovich Fokina en tres set, pero perdería en segunda ronda ante Francisco Cerundolo. Luego participó en el Masters de Miami donde superó a Nikoloz Basilashvili y Pavel Kotov en la ronda de clasificación. En el cuadro principal enfrentó a Nick Kyrgios, tras ganar el primer set no logró superar al australiano perdiendo los dos sets siguientes. En el Torneo de Roland Garros entró al cuadro principal donde enfrentó en primera ronda al cabeza de serie no.6 Novak Djokovic, perdiendo en sets corridos por 6-3, 6-3, 6-3.

## Títulos ATP (1; 0+1)

### Individual (0)
| Leyenda                         |
| Grand Slam (0)                  |
| ATP Wourld Tour Finals (0)      |
| ATP Masters 1000 World Tour (0) |
| ATP World Tour 500 series (0)   |
| ATP World Tour 250 series (0)   |

#### Finalista (1)
| N.º | Fecha               | Torneo     | Superficie | Oponente en la final | Resultado     |
| --- | ------------------- | ---------- | ---------- | -------------------- | ------------- |
| 1.  | 8 de agosto de 2021 | Washington | Dura       | Jannik Sinner        | 5-7, 6-4, 5-7 |

### Dobles (1)
| Leyenda                         |
| ------------------------------- |
| Grand Slam (0)                  |
| ATP World Tour Finals (0)       |
| ATP World Tour Masters 1000 (0) |
| ATP World Tour 500 (1)          |
| ATP World Tour 250 (0)          |

| N.º | Fecha                | Torneo | Superficie | Pareja       | Oponentes en la final             | Resultado        |
| --- | -------------------- | ------ | ---------- | ------------ | --------------------------------- | ---------------- |
| 1.  | 9 de octubre de 2022 | Tokio  | Dura       | Marcelo Melo | Rafael Matos David Vega Hernández | 6-4, 3-6, [10-4] |

#### Finalista (2)
| N.º | Fecha                | Torneo     | Superficie | Pareja         | Oponentes en la final          | Resultado           |
| --- | -------------------- | ---------- | ---------- | -------------- | ------------------------------ | ------------------- |
| 1.  | 6 de agosto de 2023  | Washington | Dura       | Ben Shelton    | Máximo González Andrés Molteni | 7-6(4), 2-6, [6-10] |
| 2.  | 19 de agosto de 2024 | Cincinnati | Dura       | Alex Michelsen | Marcelo Arévalo Mate Pavić     | 2-6, 4-6            |

## Títulos Challenger (4; 4+0)

### Individuales (4)
| N.° | Fecha      | Torneo                     | Superficie | Oponente en la final | Resultado     |
| --- | ---------- | -------------------------- | ---------- | -------------------- | ------------- |
| 1.  | 15.10.2017 | Challenger de Fairfield    | Dura       | Bradley Klahn        | 6-4, 6-2      |
| 2.  | 06.05.2018 | Challenger de Seúl         | Dura       | Jordan Thompson      | 1-6, 6-4, 6-1 |
| 3.  | 28.02.2021 | Challenger de Nur-Sultan I | Dura (i)   | Jurij Rodionov       | 6-1, 6-2      |
| 4.  | 20.10.2024 | Challenger de Shenzhen     | Dura       | Arthur Cazaux        | 6-4, 7-6(4)   |

Finales (4)
| N.° | Fecha      | Torneo                   | Superficie | Oponente en la final | Resultado            |
| --- | ---------- | ------------------------ | ---------- | -------------------- | -------------------- |
| 1.  | 15.01.2018 | Challenger de Dallas     | Dura (i)   | Kei Nishikori        | 1–6, 4–6             |
| 2.  | 06.9.2024  | Challenger de Nonthaburi | Dura       | Wu Tung-lin          | 3–6, 6–7(4–7)        |
| 3.  | 28.10.202  | Challenger de Nur-Sultan | Dura       | James Duckworth      | 6–2, 6–7 (5–7) , 4–6 |
| 4.  | 02.03.2025 | Challenger de San Diego  | Dura       | Eliot Spizzirri      | 6–4, 2–6, 6–4        |